# Mecodema punctellum
Mecodema punctellum là một loài bọ cánh cứng mặt đất trong họ Carabidae, được xem là đã tuyệt chủng. Đây là loài đặc hữu của đảo Stephens, New Zealand.

## Miêu tả
Mecodema punctellum màu đen, không bay được, chiều dài cơ thể có thể đạt đến 38,5 mm và chiều rộng là 11,7 mm.

## Môi trường sống và sinh thái học
Hiện người ta chưa biết gì về môi trướng sống của loài này, tuy nhiên chúng được cho là sống trong các cánh rừng ẩm và ẩn nấp dưới các khúc gỗ lớn. Loài này ăn thịt, chẳng hạn ăn ốc.

## Tuyệt chủng
Mecodema punctellum được nhìn thấy lần cuối vào năm 1931. Sau các cuộc khảo sát thất bại vào những năm 1961, 1971, 1974/5, 1976, 1981, 1990, 1996 trên đảo Stephens và vào năm 1997 trên đảo D'Urville (New Zealand), hiện giờ người ta xem loài này đã tuyệt chủng. Nguyên nhân rõ ràng là vì nạn phá hủy môi trường sống do hiện không còn tồn tại các khúc gỗ lớn trên đảo Stephens.